# Градец (община Дебър)
Градец (на албански: Gradec) е село в Република Албания, община Дебър (Дибър), административна област Дебър.

## География
Селото е разположено в историкогеографската област Поле на рида Кенок.

## История
Селото е споменато в османско преброяване от 1467 година като Градец е Чьок (Градец на Кенок).
След Балканската война в 1913 година селото попада в новосъздадена Албания.
До 2015 година селото е част от община Макелари.